# Sun Junjie
Sun Junjie (chinesisch 孙君杰, * 8. August 1985) ist ein chinesischer Badmintonspieler.

## Karriere
Bei der Badminton-Juniorenweltmeisterschaft 2002 machte Sun Junjie das erste Mal auf sich aufmerksam, als er Dritter im Doppel mit Cao Chen wurde. Bei der Welthochschulmeisterschaft 2008 wurde er zweimal Dritter. Einmal gewann er Bronze im Doppel mit Tao Jiaming und einmal im Mixed mit Sun Xiaoli. In der ersten Runde scheiterte er bei der All England Super Series 2009, in der zweiten Runde bei der Denmark Super Series 2007 und der Swiss Open Super Series 2009. Bei den China Masters 2008 unterlag er mit Xu Chen erst im Finale gegen Markis Kido und Hendra Setiawan.

## Sportliche Erfolge
| Saison | Veranstaltung                   | Disziplin    | Platz | Name                     |
| ------ | ------------------------------- | ------------ | ----- | ------------------------ |
| 2002   | Asienmeisterschaft der Junioren | Herrenteam   | 3     | China                    |
| 2002   | Junioren-Weltmeisterschaft      | Herrendoppel | 3     | Cao Chen / Sun Junjie    |
| 2008   | Welthochschulmeisterschaft      | Mixed        | 3     | Sun Junjie / Sun Xiaoli  |
| 2008   | Welthochschulmeisterschaft      | Herrendoppel | 3     | Tao Jiaming / Sun Junjie |
| 2008   | China Masters                   | Herrendoppel | 2     | Xu Chen / Sun Junjie     |